# Extencyrtus edessa
Extencyrtus edessa är en stekelart som beskrevs av John S. Noyes och Woolley 1994. Extencyrtus edessa ingår i släktet Extencyrtus och familjen sköldlussteklar. Inga underarter finns listade i Catalogue of Life.